# カアフマヌ
カアフマヌ（Kaahumanu, 1768年3月17日 - 1832年6月5日）は、ハワイ王国を統一したカメハメハ1世が寵愛した王妃。

## 出生から結婚まで
カアフマヌは1768年、ハワイのマウイ島の東端のハナ（Hana）で生まれた。父はケエアウモク（Keeaumoku Pāpaiahiahi）で、もともとハワイ島コナの王の血筋だが、カヘキリ王（Kahekili II）に追い出されて、隣のマウイ島へ逃げていた。母はナマハナイカレレオカラニ（Nāmāhānaikaleleokalani）で、マウイ王のカメハメハ王家の腹違い兄弟の妻の血筋であった。
カアフマヌが育った家庭には、後にハワイ島の王立ガバナー（Royal Governnor of Hawaii）になるクアキニ、マウイ島の王立ガバナーになるケエアウモク（Keʻeaumoku II）などがいて、一緒に育った。彼女の父親はカメハメハがハワイ島での最初の戦いに勝つ際に援助して、後にマウイ島の王立ガバナーになった。彼は娘のカアフマヌを13才の時にカメハメハと結婚させた。カメハメハには妻が何人もいたがカアフマヌが最も寵愛する妻で、彼女もカメハメハがハワイ島を統一するのに熱心であった。

## 摂政として
カメハメハ1世の死後、副王としてカメハメハ2世およびカメハメハ3世のクヒナ・ヌイ（摂政）を務める。1819年、カメハメハ2世の母ケオプオラニとともにハワイ王国における土着信仰として尊重されていた禁令制度、カプ（タブー）を撤廃した。タブーの廃止は自由を享受した人々が増えた反面、従来の階層構造、社会経済を支えていた秩序の崩壊につながった。
1825年、プロテスタントに改宗。ハワイ諸島からローマ・カトリック教会を排斥する。この思想はカアフマヌの死後も継続され、1837年12月18日にはカトリックの神父をかくまう者が後を絶たないことから、カメハメハ3世の名のもとに布教と信仰の禁止令が下された。
1832年に死去。クヒナ・ヌイの後任にはカメハメハ1世の娘にあたるキナウが就任した。

## 後世への遺産
ハワイ島の環状道路「ハワイ・ベルトロード」を構成するハワイ州道11号線の極く一部と、ハワイ州道19号線のカイルア・コナからコナ国際空港を通りカワイハエまでは広く改修されて、「クイーン・カアフマヌ・ハイウェイ」（Queen Kaahumanu Highway）と呼ばれている。これはコナ国際空港からコナ地区およびサウス・コハラ地区の各種リゾート・ホテルへ至る主要道路で、また毎年トライアスロンのアイアンマン世界選手権大会の自転車競技はこの道路をおもに利用している。